# Akya Hutuktu
| Tibetische Bezeichnung                                             |
| ------------------------------------------------------------------ |
| Wylie-Transliteration: a kya ho thog thu                           |
| Andere Schreibweisen: Akya Rinpoche, Agya Rinpoche, Arjia Rinpoche |
| Chinesische Bezeichnung                                            |
| Traditionell: 阿嘉呼圖克圖                                         |
| Vereinfacht: 阿嘉呼图克图, 阿嘉活佛, 阿嘉仁波切                    |
| Pinyin:Ājiā hūtúkètú, Ajia hutuketu, Ajia huofo, Ajia Renboqie     |

Akya Hutuktu (tib. a kya ho thog thu; chin. Ājiā hūtúkètú) bzw. Akya Rinpoche usw. ist der Titel des Linienhalters der wichtigsten Inkarnationsreihe des Klosters Kumbum Champa Ling aus der Gelug-Schultradition im Gebiet von Amdo (in Huangzhong, Qinghai) und einer der höchsten Lebenden Buddhas (Trülkus) des tibetischen Buddhismus.

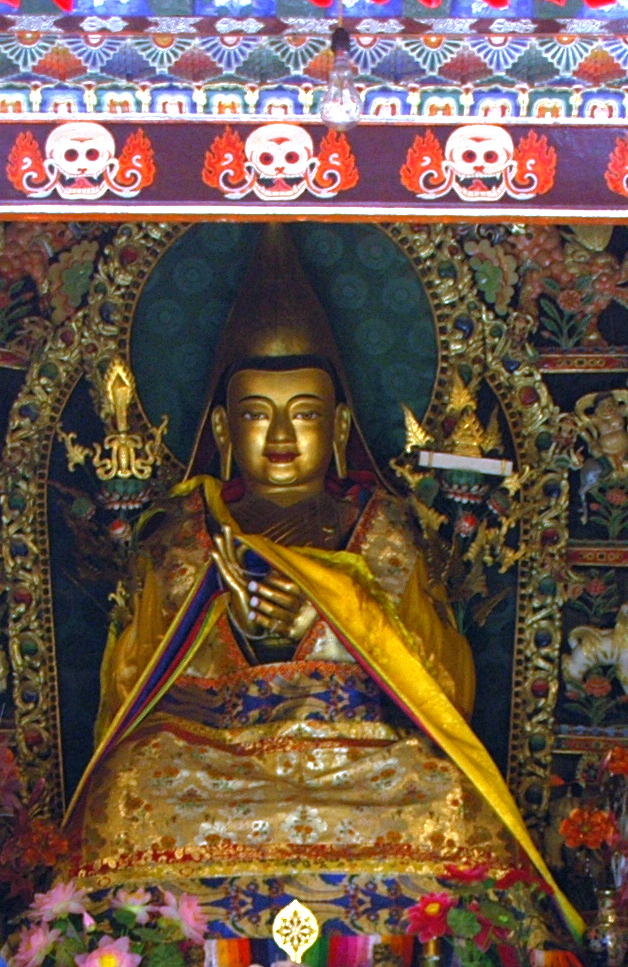
Tsongkhapa

Die Vertreter dieser Reihe stellen traditionell die Äbte des 1577 an Tsongkhapas Geburtsort gegründeten Kumbum-Klosters in Amdo, sie gelten als Reinkarnationen des Vaters Lumbum Ghe des großen Meisters Tsongkhapa (1357–1419), wobei der Vater den ersten in der Folge von insgesamt einundzwanzig bildet. Über die vierzehn ersten gibt es keine Aufzeichnungen.
Die Reihe ihrer bekannten Vertreter beginnt meist mit dem 1. Akya Hutuktu und Abt Sherab Sangpo (shes rab bzang po; 1642 (oder 1633)-1707). Einer anderen Zählung zufolge mit Tshülthrim Chungne (tshul khrims 'byung gnas), der zu Lebzeiten jedoch nicht als Akya Hutukutu bezeichnet wurde.
Der vierte, fünfte und sechste Akya Hutuktu wurde durch die Losziehung aus der Goldenen Urne im Pekinger Yonghegong-Tempel ermittelt.
Der jetzige Vertreter, Lobsang Thubten Jigme Gyatsho (a kya blo bzang thub bstan 'jigs med rgya mtsho; * 1950), ist meist unter der Bezeichnung Arjia Rinpoche bekannt, er stammt aus Haiyan (Haibei), Provinz Qinghai, und ist mongolischer Herkunft. Er wurde im Alter von zwei Jahren am 27. Oktober 1952 vom 10. Penchen Lama als Reinkarnation von Akya Lobsang Lungtog Jigme Tenpe Gyeltshen (a kya blo bzang lung rtogs 'jigs med bstan pa'i rgyal mtshan; 1910–1948) ermittelt und als Thronhalter und Abt anerkannt.

## Liste der Akya Rinpoches
|             | Name (dt./tib.)                                                                                           | Lebenszeit | Kurzbeschreibung |
| ----------- | --- | ---------- | --- |
|             | Tshülthrim Chungne (tshul khrims 'byung gnas)                                                             |            | Khenpo des Klosters Kumbum Champa Ling (chin. Ta'er si) |
| 1. (2./15.) | Akya Sherab Sangpo (a kya shes rab bzang po)                                                              | 1642 -1707 | tarthang.com: Ajia Xirao Sangbo (Seite nicht mehr abrufbar, festgestellt im März 2015. Suche in Webarchiven) |
| 2. (3./16.) | Akya Lobsang Tenpe Gyeltshen (a kya blo bzang bstan pa'i rgyal mtshan)                                    | 1708-1768  | namhafter Gelehrter, wurde 1746 vom Qing-Kaiser Qianlong in die Hauptstadt nach Peking beordert |
| 3. (4./17.) | Akya Lobsang Jamyang Gyatsho (a kya blo bzang 'jam dbyangs rgya mtsho)                                    | 1768-1816  | wurde später zum Sutrenmeister des Oberhauptes des Buddhismus der Mongolen, des 4. Jebtsundamba Khutukhtu ernannt |
| 4. (5./18.) | Akya Yeshe Kelsang Khedrub Gyatsho (a kya ye shes bskal bzang mkhas grub rgya mtsho)                      | 1817-1869  | durch Losziehung aus der Goldenen Urne im Pekinger Yonghegong-Tempel ermittelt, stand in bewaffnetem Konflikt mit Muslimen |
| 5. (6./19.) | Akya Lobsang Tenpe Wangchug Sönam Gyatsho (a kya blo bzang bstan pa'i dbang phyug bsod nams rgya mtsho)   | 1870 -1909 | durch Losziehung aus der Goldenen Urne im Pekinger Yonghegong-Tempel ermittelt, 1895 bewaffneter Konflikt mit Muslimen, später im Auftrag des Kaisers Gesandter am japanischen Kaiserhof                                               |
| 6. (7./20.) | Akya Lobsang Lungtog Jigme Tenpe Gyeltshen (a kya blo bzang lung rtogs 'jigs med bstan pa'i rgyal mtshan) | 1910-1948  | durch Losziehung aus der Goldenen Urne im Pekinger Yonghegong-Tempel ermittelt |
| 7. (8./21.) | Akya Lobsang Thubten Jigme Gyatsho (a kya blo bzang thub bstan 'jigs med rgya mtsho)                      | 1950-      | seit dem 27. Okt. 1952, verließ 1998 China und lebt seitdem in den Vereinigten Staaten, wurde aus seinen Ämtern bei dem Komitee der nationalen Politischen Konsultativkonferenz des Chinesischen Volkes (CPPCC) nachträglich entlassen |